# Orlice a Labe
Orlice a Labe je evropsky významná lokalita – chráněné území soustavy Natura 2000. EVL Orlice a Labe se s výměrou 26,8 km² řadí k plošně nejrozlehlejším evropsky významným lokalitám v Česku. Chráněné území se nachází na území 28 obcí ve čtyřech okresech Královéhradeckého a Pardubického kraje a je tvořeno tokem spojené Orlice včetně Divoké Orlice (až po Doudleby nad Orlicí) a Tiché Orlice (až po Choceň), a tokem Labe od soutoku s Orlicí v Hradci Králové až po Sezemice. Oblast spravují Krajské úřady Královéhradeckého a Pardubického kraje.

## Předmět ochrany
Předmětem ochrany jsou smíšené jasanovo-olšové lužní lesy temperátní a boreální Evropy, smíšené lužní lesy s dubem letním (Quercus robur), jilmem vazem (Ulmus laevis), jilmem habrolistým (Ulmus minor), jasanem ztepilým (Fraxinus excelsior) nebo jasanem úzkolistým (Fraxinus angustifolia) podél velkých řek atlantské a středoevropské provincie, dále přirozené eutrofní vodní nádrže, nížinné až horské vodní toky, vlhkomilná vysokobylinná lemová společenstva nížin a horského až alpínského stupně, bezkolencové louky na vápnitých, rašelinných nebo hlinito-jílovitých půdách, extenzivní sečené louky nížin až podhůří a především se jedná o lokalitu bolena dravého (Leuciscus aspius), silně ohrožené klínatky rohaté (Ophiogomphus cecilia) a vydry říční (Lutra lutra). Nivy řek Orlice a Labe, meandry a četná slepá ramena vytvářejí významný a rozsáhlý ekosystém v pokročilém sukcesním stádiu.

## Maloplošná zvláště chráněná území
Na území EVL Orlice a Labe se nacházejí, nebo do ní zasahují, tato maloplošná zvláště chráněná území:
- přírodní památka Orlice
- přírodní památka Na bahně
- přírodní památka Bělečský písník
- přírodní památka Vodní tůň
- přírodní rezervace Kostelecký zámecký park
- přírodní rezervace Bošínská obora